# Osteoblast
Un osteoblast és la cèl·lula encarregada de la síntesi del component orgànic de la matriu òssia. Microscòpicament els osteoblasts s'observen com cèl·lules de morfologia cúbica i basófiles, amb un reticle endoplasmàtic rugós bastant prominent. L'exercici físic estimula la seva activitat (llei de Wolff sobre l'adaptació dels ossos a l'esforç).
Aquestes cèl·lules transformen el col·lagen tipus I per crear dues varietats de teixit ossi.
- Esponjós o trabecular: El depòsit de col·lagen segueix un patró aleatori. L'os esponjós es veu a llocs de formació òssia ràpida, com ara l'esquelet fetal,[8] la base de les plaques cartilaginoses de creixement i les zones de reparació dels ossos trencats.[9][10] Una de les seves característiques és que pot resistir forces provinents de totes les direccions.[11]
- Lamel·lar o compacte: El col·lagen s'ossifica en capes i de manera ordenada.[12] En circumstàncies normals, reemplaça progressivament l'os produït durant l'etapa de creixement, triga més temps en formar-se i és molt més dur que l'esponjós.[13] La seva solidesa microestructural, però, no té una distribució homogènia en l'esquelet humà adult.[14]

## Origen
- Cèl·lules osteo-progenitores en el cas de persones adultes.[15]
- Cèl·lules mesenquimàtiques indiferenciades en el cas d'embrions.[16] De les cèl·lules mare mesenquimàtiques també deriven altres tipus cèl·lulars, com els condròcits, els fibroblasts, els adipòcits i els mioblasts. Un ampli ventall de citocines,[17] hormones (estrògens, andrògens, progesterona, glucocorticoides) i diversos factors de transcripció osteoblàstics regulen el desenvolupament ossi.[18] Entre ells, dos en particular són crucials en la diferenciació dels osteoblasts i l'esqueletogènesi: el RUNX2[19] i el SP7 o osterix.[20]

## Funcions
- Síntesi del component orgànic de la matriu (osteoid).[21]
- Comença el procés de mineralització (component inorgànic) de la matriu òssia emetent vesícules matricials.[22]
- Intervé en el procés de reabsorció òssia, alliberant uns factors de reconeixement als osteoclasts perquè aquests comencin el procés.[23]
- Regula l'angiogènesi òssia.[24]
- Participa en el manteniment de l'homeòstasi energètica.[25]

## Patologia
Alteracions funcionals osteoblàstiques estan implicades en la gènesi de diverses patologies òssies esclerosants no hereditàries, com ara la displàsia fibrosa, la melorreostosi, la mielofibrosi o la malaltia de Paget de l'os. Una de les concauses de l'osteoporosi és la pèrdua de la capacitat dels osteoblasts per formar os nou. La displàsia cleidocranial (una rara malaltia genètica autosòmica dominant) està provocada per diverses mutacions en el gen RUNX2 (CBAF1), que és essencial per la correcta proliferació, diferenciació i funcionalitat osteoblàstica. D'igual manera, les mutacions en els gens COL1A1 i COL1A2 que alteren la producció normal de la matriu de l'os pels osteoblasts són la principal causa de l'osteogènesi imperfecta. Les anomalies en el creixement, diferenciació i activitat dels osteoblasts també participen en la patogènesi de diferents malalties reumàtiques, com per exemple l'osteoartritis, l'artritis reumatoide o l'espondilitis anquilosant. L'osteoblastoma és quasi sempre una neoplàsia benigna formadora d'os que apareix generalment a la columna vertebral, el maluc i el sacre, si bé pot afectar de vegades altres estructures òssies. Quan es desenvolupa a la mandíbula rep el nom de cementoblastoma. Els osteosarcomes osteoblàstics primaris són una patologia tumoral infreqüent, que té un pronòstic variable segons sigui la seva localitzatció concreta.